# L'Homme aux cheveux rouges
Pour plus de détails, voir Fiche technique et Distribution.
L'Homme aux cheveux rouges (titre original, The Silent Rider) est un film muet américain réalisé par Lynn Reynolds, sorti en 1927.
Il s'agit d'une adaptation de la nouvelle The Red-Headed Husband de Katharine Newlin Burt

## Fiche technique
- Titre : L'Homme aux cheveux rouges
- Titre original : The Silent Rider
- Réalisation : Lynn Reynolds
- Scénario : Joseph F. Poland, d'après la nouvelle The Red-Headed Husband de Katharine Newlin Burt
- Photographie : Harry Neumann
- Direction artistique : David S. Garber
- Producteur : Carl Laemmle
- Société de production :  Universal Film Manufacturing Company
- Société de distribution :  Universal Film Manufacturing Company
- Pays de production :  États-Unis
- Langue : film muet avec les intertitres en anglais
- Métrage : 1 770,25 m (6 bobines)
- Format : Noir et blanc — 35 mm — 1,33:1 — Muet
- Genre : Western
- Durée : 60 minutes
- Dates de sortie : 
  - États-Unis : 2 janvier 1927
  - Royaume-Uni : 21 février 1927
  - France : 1er juillet 1927

## Distribution
- Hoot Gibson : Jerry Alton
- Blanche Mehaffey : Marian Faer
- Ethan Laidlaw (en) : Red Wender
- Otis Harlan : Sourdough Jackson
- Wendell Phillips Franklin : Tommy
- Arthur Morrison : Green
- Nora Cecil : Mme Randall
- Dick La Reno : Baldy
- Richard L'Estrange : Blondy
- Lon Poff : Bit Part (non crédité)